# 권구훈
권구훈(權九勳, 1962년 ~, 경상남도 진주시)은 대한민국의 경제학자이다. 북한 경제 전문가이자 2011년에 동아일보에서 선정한 '10년뒤 한국을 빛낼 100인'에 해당되는 인물이기도 하다.
하버드대학교 국제개발연구소 연구원, ABN암로 런던지점 이코노미스트 겸 투자전략가, 국제통화기금 모스크바 사무소 상주대표, 골드만삭스 서울지점 조사분석부 전무, 골드만삭스 한국 담당 이코노미스트를 거쳤고 골드만삭스 아시아 담당 선임 이코노미스트로 활동하였다. 2018년 11월에 대통령 직속 북방경제협력위원회 위원장으로 임명되었다.

## 학력
- 진주고등학교 졸업
- 서울대학교 경제학과 졸업
- 하버드 대학교 대학원 경제학 박사

## 참조
1. ↑  “10년뒤 한국을 빛낼 100인”. 동아일보. 2011년 4월 1일. 2012년 12월 24일에 확인함.
2. ↑  구영식. "골드만삭스 소속, 겸임 적절한가?" 권구훈 위원장의 답은. 오마이뉴스. 2018년 11월 7일.

| 전임 송영길 | 제2대 북방경제협력위원회 위원장 2018년 11월 4일 ~ 2021년 9월 6일 | 후임 박종수 |